# Sviatoslav Raïevski
Pour les articles homonymes, voir Raïevski.
Sviatoslav Afanassievitch Raïevski (russe : Святосла́в Афана́сьевич Рае́вский), né le 6 juin 1808 à Saint-Pétersbourg et mort en 1876, dans cette même ville, est un fonctionnaire d'État, écrivain, ethnographe russe, et un ami proche du poète Mikhaïl Lermontov.

## Biographie
Sviatoslav Afanassievitch est issu d'une famille noble de Saratov, les Raïevski (ru). Son père, Afanassi Gavrilovtich Raeïvski, est superviseur de l'école du district de Penza de 1806 à 1820. Ielizaveta Arsenieva, grand-mère Mikhaïl Lermontov, séjournait souvent à Penza. Elle est la marraine de Sviatoslav.
De 1823 à 1827, il étudie au département des lettres de l'université de Moscou. Son attestation de fin d’études indique qu'il a suivi les cours de littérature russe, française et latine, de géographie, de chronologie, de généalogie, de numismatique, d’héraldique, de poésie, de physique, d’algèbre, de géométrie, de minéralogie et d’agronomie.
À partir de 1831 il occupe à Saint-Pétersbourg les postes de secrétaire, chef de table (ru) adjoint, puis chef de table au département des biens d'Etat du ministère des Finances de l'Empire russe (ru). À partir de mai 1836, il est chef de table au département des colonies militaires du ministère de la Guerre de l'Empire russe. Il vit alors chez sa marraine Ielizaveta Arsenieva à Saint-Pétersbourg.
Il se lie avec Mikhaïl Lermontov, qu'il avait rencontré jeune à Tarkhany, et leur relation se transforme en une véritable amitié fondée sur des intérêts littéraires communs. Sviatoslav Raïevski présente Lermontov à un ami d'université, Andreï Kraïevski, journaliste et futur éditeur proche de la rédaction du journal d'Alexandre Pouchkine, Le Contemporain. Raïevski et Kraïevski soutiennent Lermontov dans sa décision de devenir écrivain.
En février 1837, Sviatoslav Raïevski est arrêté pour avoir distribué le poème de Likahïl Lermontov, La Mort du poète et est envoyé à Petrozavodsk pour être mis à la disposition du gouverneur d'Olonets Andreî Dachkov (ru). Il est nommé attaché particulier du gouverneur et participe à la création et à la rédaction du premier journal de la province, le Bulletin du gouvernement d'Olonets (ru). Dans ses articles, il défend la nécessité de développer l'histoire locale dans la province, de présenter un programme d'étude de l'économie, de l'histoire, de la culture et de la vie du gouvernement.
En décembre 1838, Rajevsky demande la permission de continuer à servir dans des conditions de droit commun. Nicolas Ier donne son accord et met fin à son exil.
À partir de 1839, il remplit les fonctions d'attaché particulier du gouverneur de Stavropol, A. V. Semenov.
En 1840, il prend sa retraite et s’installe dans son domaine dans le gouvernement de Penza. En 1847, il épouse Alexandra Soumarokova. Ils ont cinq enfants.
Le musée d'État de Lermontov à Tarkhany conserve un portrait à l'aquarelle de Sviatoslav Raïevski peint par Mikhaïl Lermontov.